# Омшење
Омшење (слч. Omšenie) насељено је мјесто са административним статусом сеоске општине (слч. obec) у округу Тренчин, у Тренчинском крају, Словачка Република.

## Становништво
| Година:    | 1994. | 2004.   | 2014.   | 2024.   |
| ---------- | ----- | ------- | ------- | ------- |
| Број људи: | 1928  | 1957    | 1996    | 1816    |
| Разлика:   |       | +1,50 % | +1,99 % | -9,01 % |

| Година:    | 2023. | 2024.   |
| ---------- | ----- | ------- |
| Број људи: | 1836  | 1816    |
| Разлика:   |       | -1,08 % |

Према подацима о броју становника из 2024. године насеље је имало 1816 становника.